# Undrop (banda)
Undrop es una banda sueca/española de indie rock, formada originalmente por dos hermanos suecos, Tomas y Steffan Rundquist, y el abulense Antonio Crespo. 
Su mayor éxito el tema «Train», perteneciente a su primer disco, que se hizo muy popular en el verano de 1998 al aparecer en una campaña publicitaria.

## Historia
Antes de la formación del grupo, sus componentes tuvieron distintas experiencias en el mundo musical. Los hermanos Tomas y Steffan Rundquist, naturales de Suecia, crearon su propia banda y realizaron actuaciones en Europa, Estados Unidos, India, México y Guatemala donde tomaron contacto con el estilo de vida de los New Age Travellers, Hippies y hare krishnas. Por su parte, Antonio Crespo empezó a tocar el bajo en una orquesta de Ávila, colaboró con varios grupos en Madrid y después regresó a su pueblo. Crespo conoció a los hermanos Rundquist en 1994, cuando fue a verles en uno de sus conciertos, y colaboró con ellos en la formación de Undrop.
En 1997, la banda se marchó a Suecia durante seis meses para editar un proyecto que pudieran presentar a las discográficas. En ese tiempo su mánager consiguió un contrato con Subterfuge Records, por lo que regresaron a España para grabar su primer álbum, The Crossing (1998), con producción de Gugu Martínez y marcado por otros estilos como el reggae o la música india. Su sencillo de lanzamiento fue «Train», que se hizo muy popular cuando fue seleccionado por Pepsi para una campaña publicitaria a nivel nacional, e incluso alcanzó el número uno en la lista de Los 40 Principales a mediados de agosto y cuyo vídeo fue grabado en la estación de trenes de Madrid-Atocha y en la línea C-9 de Cercanías, conocida como Ferrocarril Cercedilla-Cotos.
Undrop fichó por la discográfica Columbia Records para grabar su segundo álbum Boomerang (1999), de corte similar a su debut y con un estilo más positivista, que no tuvo la repercusión esperada. Después se marcharon al sello independiente Locomotive Records para editar su tercer trabajo Uprooted (2001), en el que contaron con la colaboración de artistas como Amparo Sánchez Amparanoia. La banda se disolvió un año después y regresó en 2008 con un trabajo autoeditado, Party: the album, ya fuera del circuito comercial. A la formación se sumó Luzma, la esposa de Tomas.
Al margen de Undrop, sus componentes han seguido vinculados a la música a través de diversos proyectos, como grupos alternativos (Dhira, Cows In Love, Bluemor Blaze) o incluso la composición de un tema (Me encanta bailar de Innata) para la preselección española en Eurovisión 2008. Tomas "Tirtha" Rundquist es miembro de Macaco, banda liderada por Daniel Carbonell.
Músicos adicionales en giras: Millan Gadella y Lucas Troyan.

## Discografía
| Año  | Título           | Formato                      | Discográfica | Lugar de grabación                           |
| ---- | ---------------- | ---------------------------- | ------------ | -------------------------------------------- |
| 1993 | Sk8 Or Die       | maqueta/cassette             | Onedrop      | Hernani/Gaztetxea/España                     |
| 1994 | Carne?           | maqueta/cassette             | Onedrop      | Mombeltran/España                            |
| 1994 | Positive         | maqueta/cassette             | Onedrop      | Mombeltran/España                            |
| 1996 | Milk             | maqueta/cassette             | Onedrop      | Mombeltran/España                            |
| 1997 | Undrop           | maqueta/cassette y CD single | -            | Malmö/Helsingborg/Fredriksdahl/Suecia        |
| 1998 | The Crossing     | -                            | -            | Madrid/España                                |
| 1999 | Boomerang        | -                            | -            | Madrid/España                                |
| 2001 | Uprooted         | -                            | -            | Madrid/España                                |
| 2008 | Party: the album | -                            | -            | Brihuega/España y Lövgärdet, Göteborg/Suecia |